# 弁論家について

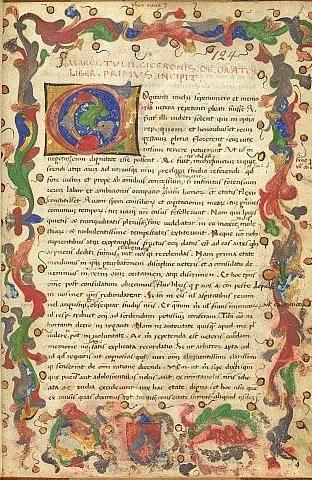
ルネサンス期の装飾写本

『弁論家について』（べんろんかについて、ラテン語: De oratore、『弁論家論』とも）は、古代ローマのキケロの著作。前55年成立。前91年のクラッススとアントニウスを主役とする対話篇の形で、弁論術（修辞学）や弁論家の理想像について論じる。

## 内容
舞台は前91年秋のローマ祭の祝日、トゥスクルムにあったクラッススの別荘（ウィラ）。登場人物は以下の弁論家たち。
- クラッスス - 主人公[4]。キケロの代弁者[4]。当代随一の弁論家[3]。
- アントニウス - もう一人の主人公[5]。キケロの代弁者[5]。当代随一の弁論家[3]。後にキケロを暗殺するアントニウスの祖父[6]。
- カエサル（英語版）
- カトゥルス
- コッタ - 本作の対話内容をキケロに伝えたとされる[7]。
- スルキピウス（英語版）
- スカエウォラ

全3巻からなる。第1,2巻は、プラトン『パイドロス』に似た優雅な対話が描かれる。一方で第3巻は、対話の後に待ち受ける悲劇（コッタとスカエウォラ以外「内乱の世紀」の渦中で死亡）を仄めかす沈鬱な雰囲気で描かれる。
プラトン対話篇のような問答形式でなく、アリストテレスの散逸した対話篇に倣ったとされる主要話者の長文形式をとる。
話題は多岐にわたり、
- キケロが理想視した「学識ある弁論家」「哲学と弁論術の一致」「理論と実践の一致」[10]
- リベラル・アーツの先駆的内容[11]、諸学を修める「全人的教養」（フマニタス（英語版））[12]
- ローマ固有の徳目「品格」（ディグニクス（英語版））[13]
- ローマ史におけるアクイリウスやノルバヌスの訴訟弁論の事例（英語版）分析[13]
- 学びとは真似（模倣）[14]
- 文体論[14]
- 当時の弁論術の5分野、すなわち 1「発想」（羅: Inventio, トポス＝ロクス）、2「配列」（Dispositio）、3「記憶」（Memoria, 記憶術）、4「措辞」（Elocutio）、5「口演」（Pronuntiatio）[15]

などをあつかう。

## 背景
本作は、献呈相手である弟クィントゥスの依頼により書かれた。
弁論術は古代ギリシアで生まれ、古代ローマのラテン語弁論への移植がクラッススの時代から試みられていた。本作はその試みの系譜に属する。キケロは本作以外にも『発想論』などの弁論術書を著している。
キケロ自身、彼らと同じく「内乱の世紀」の渦中にいた弁論家であり、とくに閥族派の先達でもあるクラッススを「心の師」として私淑していた。
本作は、プラトン『ゴルギアス』『パイドロス』の弁論術批判や「哲学と弁論術の峻別」への反論として書かれた。その理論的支柱として、アリストテレスやイソクラテスの影響を受けていた。ただし、プラトンが問題視した弁論家の倫理の問題については、キケロ『義務について』に持ち越される。

## 後世の受容
帝政期のクインティリアヌス『弁論家の教育』は、本書の後継的著作に位置付けられる。
15世紀ルネサンス期に写本が再発見され、活版印刷黎明期に重版された書物の一つとなった。弁論術書ながら、ペトラルカ以来文芸論書として読まれた。「人文主義」（フマニスムス）の形成に決定的な影響を与えた。

## 日本語訳
- 大西英文 訳「弁論家について」『キケロー選集7 修辞学II : 弁論家について』岩波書店、1999年。ISBN 9784000922579
- 大西英文 訳『弁論家について 上』岩波書店〈岩波文庫〉、2005a。ISBN 978-4003361146。
- 大西英文 訳『弁論家について 下』岩波書店〈岩波文庫〉、2005b。ISBN 978-4003361153。